# Aparições de Jesus após a ressurreição

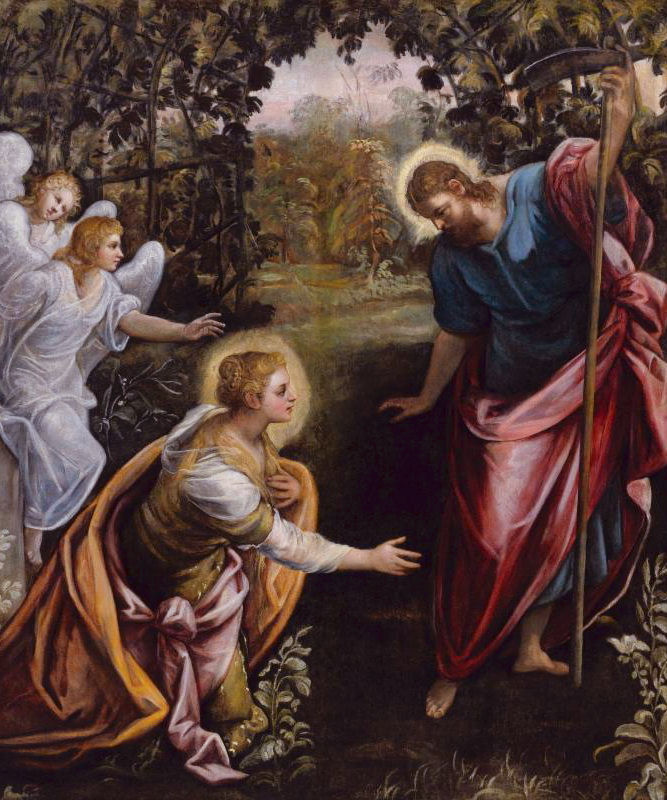
Noli me tangere.
Por Tintoretto.

As principais aparições de Jesus nos evangelhos canônicos (e, em menor extensão, nos demais livros do Novo Testamento) ocorreram após a sua morte, sepultamento e ressurreição, mas antes da ascensão. Entre essas fontes primárias, os estudiosos acreditam que I Coríntios foi escrita primeiro, por Paulo de Tarso e Sóstenes, por volta de 55 d.C. Finalmente, o Evangelho dos Hebreus reconta a aparição pós-ressurreição a Tiago, irmão de Jesus.
Paulo lista diversas aparições pós-ressurreição de Jesus para várias pessoas, mas não as descreve. No Evangelho de Mateus, Jesus aparece para Maria Madalena e outra Maria em seu túmulo vazio. Posteriormente, os onze discípulos vão para uma montanha na Galileia para se encontrar com Jesus, que lhes aparece e comanda que eles batizem em nome do Pai, do Filho e do Espírito Santo, e também que façam discípulos em todos os povos (a chamada Grande Comissão).
No Evangelho de Lucas, Jesus aparece para os discípulos e ceia com eles, demonstrando que ele é de fato de carne e osso (veja Discípulos de Emaús), e não um ser imaterial. Ele lhes pede que esperem em Jerusalém pelo começo de sua missão pelo mundo e então ascende aos céus. Nos Atos dos Apóstolos, escrito pelo mesmo autor de Lucas, Jesus aparece para os seus discípulos após a sua morte e fica com eles por quarenta dias antes de ascender. Os Atos também descrevem uma aparição de Jesus a Paulo, na qual uma voz poderosa fala ao apóstolo e uma luz o cega na estrada para Damasco. No Evangelho de João, apenas "Maria" encontra Jesus no túmulo vazio e ele pede que ela não o toque (veja Noli me tangere), pois ainda não ascendeu ao Pai. Posteriormente, Jesus aparece para os discípulos. Ele atravessa uma porta fechada e pede que Tomé toque as suas chagas para demonstrar que é de carne e osso. Numa aparição posterior, Jesus dá a Pedro o papel de conduzir suas ovelhas, ou seja, o papel de liderar os discípulos. O tradicional capítulo final de Marcos sumariza as aparições pós-ressurreição de Mateus e Lucas.

## Aparições relatadas nos Evangelhos

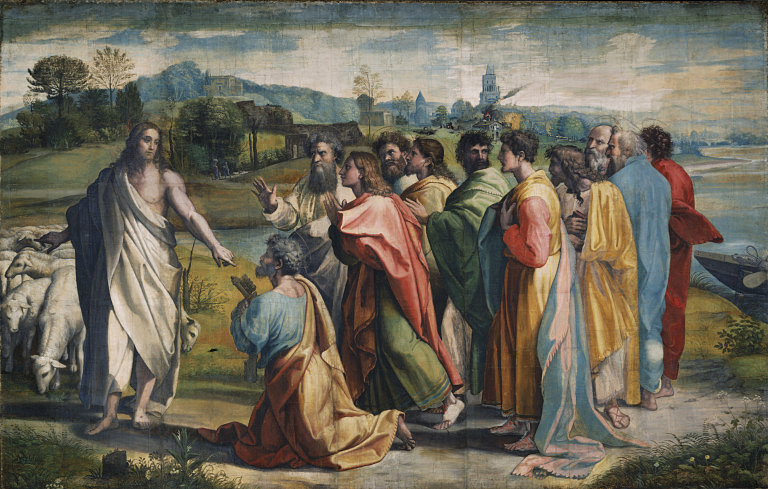
Jesus encarrega Pedro de cuidar de seu rebanho.
Por Rafael, atualmente no V&A, em Londres.

### Mateus 28
- Quando Maria Madalena e "a outra Maria" estavam correndo do túmulo vazio para informar os demais discípulos que Jesus estava vivo, ele pede que elas os instruam a irem para a Galileia para encontrarem com ele (Mateus 28:10).
- A aparição aos onze apóstolos numa montanha na Galileia (vide Grande Comissão).

### Lucas 24
- No Encontro na estrada para Emaús, com Cléopas e seu companheiro. A princípio os "olhos deles não o puderam reconhecer", mas depois, no jantar em Emaús, "seus olhos se abriram" e eles o reconheceram. Neste trecho, Jesus é reconhecido ao "partir o pão". B. P. Robinson argumenta que isto significa que o reconhecimento ocorreu durante a refeição,[5] mas Raymond Blacketer acrescenta que "Muitos, talvez mesmo a maioria, dos comentarias, antigos, contemporâneos e os intermediários, enxergam nesta revelação da identidade de Jesus na partilha do pão uma espécie de referência ou implicação eucarística".[6]
- Para Simão Pedro. Esta aparição não é descrita diretamente por Lucas, mas é relatada por outros apóstolos. Não está claro se ela ocorreu antes ou depois das aparições em Emaús.
- Aos onze, juntos com alguns outros (inclusive Cléopas e seu companheiro), em Jerusalém.

### João 20–21

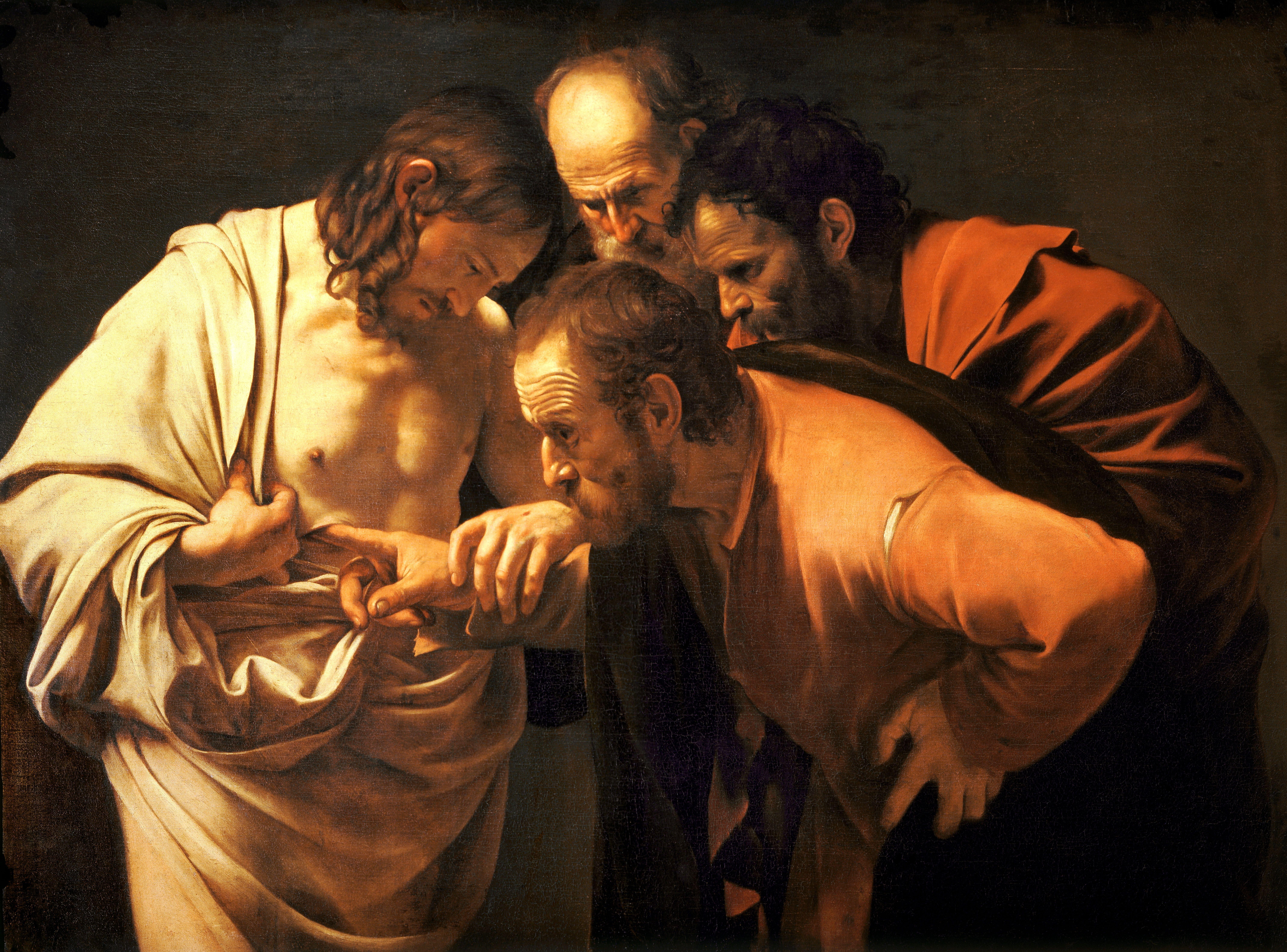
Dúvida de Tomé.
1601-02. Por Caravaggio, atualmente no Sanssouci, em Potsdam, na Alemanha.

- Para Maria Madalena. A princípio, ela não o reconhece e o confunde com o jardineiro. Quando ele a chama, ela o reconhece.
- Aos discípulos (menos Tomé) naquele mesmo dia. Eles estavam dentro de casa com medo da perseguição dos judeus. Jesus entrou e foi até o meio deles, mesmo estando a porta trancada.
- Aos discípulos, inclusive Tomé, chamado "Dídimo". Esta aparição ocorreu uma semana depois, novamente em ambiente fechado, e o evento ficou conhecido como a Dúvida de Tomé.
- A "Simão Pedro, Tomé, chamado Dídimo, Natanael de Caná na Galileia, os filhos de Zebedeu e dois outros discípulos", às margens do Lago Tiberíades, imediatamente antes do milagre da pesca dos 153 peixes. O discípulo amado estava presente neste grupo (supostamente João Evangelista, que era um dos filhos de Zebedeu).

### Marcos 16
No chamado "final mais longo de Marcos", há três aparições:
- Para Maria Madalena, Maria, mãe de Tiago e Maria Salomé (as chamadas Três Marias).
- Para dois dos discípulos, quando eles estavam caminhando no campo (Jesus "manifestou-se sob outra forma").
- Aos onze, durante uma ceia.

Este capítulo de Marcos difere substancialmente nos diversos manuscritos antigos e os acadêmicos são quase unânimes em afirmar que esta parte final de Marcos, na qual todas as aparições pós-ressurreições estão, é uma adição posterior e não estava presente na versão original do Evangelho de Marcos. Eles também enxergam a ausência de relatos sobre aparições em Marcos (exceto neste final adicionado posteriormente) como tendo uma importância teológica. Richard Burridge compara o final de Marcos com o seu início:
| “ | A narrativa de Marcos na forma que chegou até nós termina de forma tão abrupta quanto começa. Não há introdução e nem contexto para a chegada de Jesus, assim como não há nada na sua partida. Ninguém sabe de onde ele veio, ninguém sabe para onde ele foi e foram poucos os que o compreenderam enquanto ele esteve aqui | ” |
|   | — Richard A. Burridge, Four Gospels, One Jesus? A Symbolic Reading. |   |

## Concordância e discordância entre os evangelhos
As aparições são tidas por alguns como exemplo de harmonia evangélica. Já o ex-pastor e cético Dan Barker lista discordâncias quanto a detalhes de eventos entre evangelhos e até mesmo dentro do mesmo evangelho.
Concordâncias:
| Número | Evento                                 | Mateus          | Marcos          | Lucas          | João          |
| ------ | -------------------------------------- | --------------- | --------------- | -------------- | ------------- |
| 1      | Três Marias                            | Mateus 28:1     | Marcos 16:1     | Lucas 24:1     |               |
| 2      | Túmulo vazio                           | Mateus 28:2–8   | Marcos 16:2–8   | Lucas 24:2–12  | João 20:1–13  |
| 3      | Ressurreição de Jesus                  | Mateus 28:9–10  |                 | Lucas 24:1–8   | João 20:14–16 |
| 4      | Encontro na estrada para Emaús         |                 | Marcos 16:12–13 | Lucas 24:13–32 |               |
| 5      | Aparições de Jesus após a ressurreição |                 |                 | Lucas 24:36–43 | João 20:19–20 |
| 6      | Grande Comissão                        | Mateus 28:16–20 | Marcos 16:14–18 | Lucas 24:44–49 | João 20:21–23 |
| 7      | Ascensão de Jesus                      |                 | Marcos 16:19–20 | Lucas 24:50–53 |               |

Algumas das discordâncias citadas por Barker:
| Número | Questão                                            | Mateus                                                   | Marcos                                                                                   | Lucas                                           | João                                                                                             |
| ------ | -------------------------------------------------- | -------------------------------------------------------- | ---------------------------------------------------------------------------------------- | ----------------------------------------------- | ------------------------------------------------------------------------------------------------ |
| 1      | Que horas as mulheres visitaram a tumba?           | Ao amanhecer (Mateus 28:1)                               | Ao amanhecer (Marcos 16:2)                                                               | Ao amanhecer (Lucas 24:1)                       | Quando ainda estava escuro (João 20:1)                                                           |
| 2      | O túmulo estava aberto ou fechado? Quem estava lá? | Fechado ; um anjo (Mateus 28:2–7)                        | Aberto; um rapaz (Marcos 16:4–5)                                                         | Aberto; dois homens (Lucas 24:2–4)              | Aberto; dois anjos (João 20:1–12)                                                                |
| 3      | O que o mensageiro disse?                          | Ele ressuscitou, anunciem aos discípulos (Mateus 28:5–7) | Ele ressuscitou, anunciem aos discípulos(Marcos 16:5–7)                                  | Ele ressuscitou (Lucas 24:5–7)                  | Mulher, por que choras? (João 20:13)                                                             |
| 4      | Jesus poderia ser tocado depois da ressurreição?   | Sim (Mateus 28:9)                                        |                                                                                          |                                                 | Não (João 20:17); sim (João 20:27)                                                               |
| 5      | As mulheres contaram o que aconteceu?              | Sim (Mateus 28:8)                                        | Não (Marcos 16:8)                                                                        | Sim (Lucas 24:9,22-24)                          | Sim (João 20:18)                                                                                 |
| 6      | Jesus ficou na terra por um tempo?                 |                                                          | Não (Marcos 16:9–14); compare com João 20:19 para ver que tudo isso foi feito no domingo | Não (Lucas 24:50–52); tudo aconteceu no domingo | Sim, pelo menos oito dias (João 20:26, João 21:1–22); comparar com Atos 1:3 (pelo menos 40 dias) |

## Outras aparições no Novo Testamento

### Atos

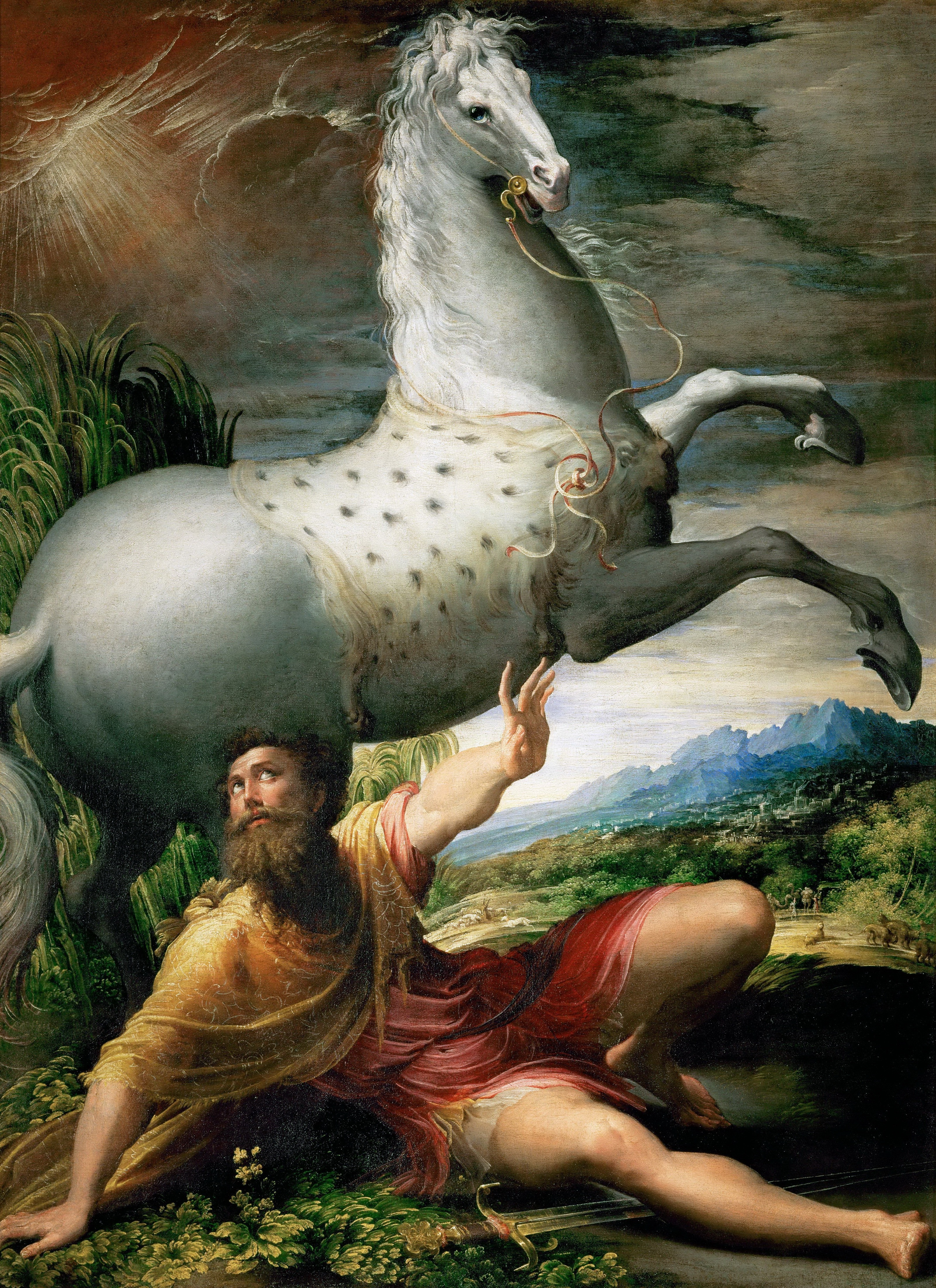
Conversão de Paulo.
1527-8. Por Parmigianino, atualmente no Kunsthistorisches Museum, em Viena.

- Para Igreja em Jerusalém — quarenta dias após a ressurreição, quando ele então ascendeu para o céu deixando a profecia de que retornaria (Atos 1:1–11).
- Para Saulo (Paulo), na estrada para Damasco, embora, de acordo com o texto, foi um voz e não uma visão, pois o apóstolo foi cegado por uma luz (Atos 9:3–9, Atos 22:6–11, Atos 26:12–18). Além disso, Paulo também teria visto Jesus falando quando estava em transe (Atos 22:17–21).
- Estevão viu Jesus antes de seu martírio (Atos 7:55).
- A Visão de Pedro de uma toalha com animais (Atos 10:9–16 e Atos 11:4–10).

### I Coríntios 15
- «e que apareceu a Cefas e então aos doze.» (I Coríntios 15:5)
- «...apareceu a mais de quinhentos irmãos de uma vez...» (I Coríntios 15:6)
- «depois apareceu a Tiago, então a todos os apóstolos» (I Coríntios 15:7)
- «e por último de todos apareceu também a mim» (I Coríntios 15:8–9) (também em I Coríntios 9:1)

O relato de Paulo nestes trechos parece representar uma forma de credo pré-paulino derivado das primeiras comunidades cristãs: a antiguidade do credo foi comprovada por muitos acadêmicos bíblicos como se originando menos de uma década depois da morte de Jesus, na comunidade apostólica de Jerusalém. Sobre este credo, Campenhausen escreveu "Este relato cumpre todos os critérios de confiabilidade histórica que podem ser impostos a um texto como esse", enquanto que A. M. Hunter diz "A passagem, assim, preserva um testemunho primitivo e verificável. Ele cumpre todas as demandas razoáveis de confiabilidade histórica". Pelo caminho inverso, Robert M. Price e Hermann Detering afirmaram que I Coríntios 15:3–4 não era um credo cristão primitivo, mas apenas um interpretação pós-paulina.
Porém, de acordo com o acadêmico judeu Geza Vermes, em sua obra The Resurrection (2008), estes versos não são interpolações e foram de fato escritos por Paulo no início da década de 50 do século I. Vermes diz que as palavras de Paulo são "uma tradição que ele herdou dos que eram mais antigos que ele na fé na morte, sepultamento e ressurreição de Jesus". De acordo com a Epístola aos Gálatas, também de Paulo, ele já havia encontrado duas pessoas mencionadas nestes versos como testemunhas da ressurreição: Tiago, o Justo e Cefas (Simão Pedro):
| “ | «Então depois de três anos subi a Jerusalém para visitar a Cefas, e com ele me demorei quinze dias; mas dos apóstolos não vi a nenhum, senão a Tiago, irmão do Senhor.» (Gálatas 1:18–19) | ” |

### Apocalipse
João de Patmos teve uma visão de Jesus ressuscitado conforme a descrição em Apocalipse 1:12–20. De acordo com Apocalipse 1:11, o Filho do homem visto por João é o mesmo que estava escrevendo as cartas para as sete igrejas da Ásia nos capítulos 2 e 3.

## Aparição para Maria Madalena

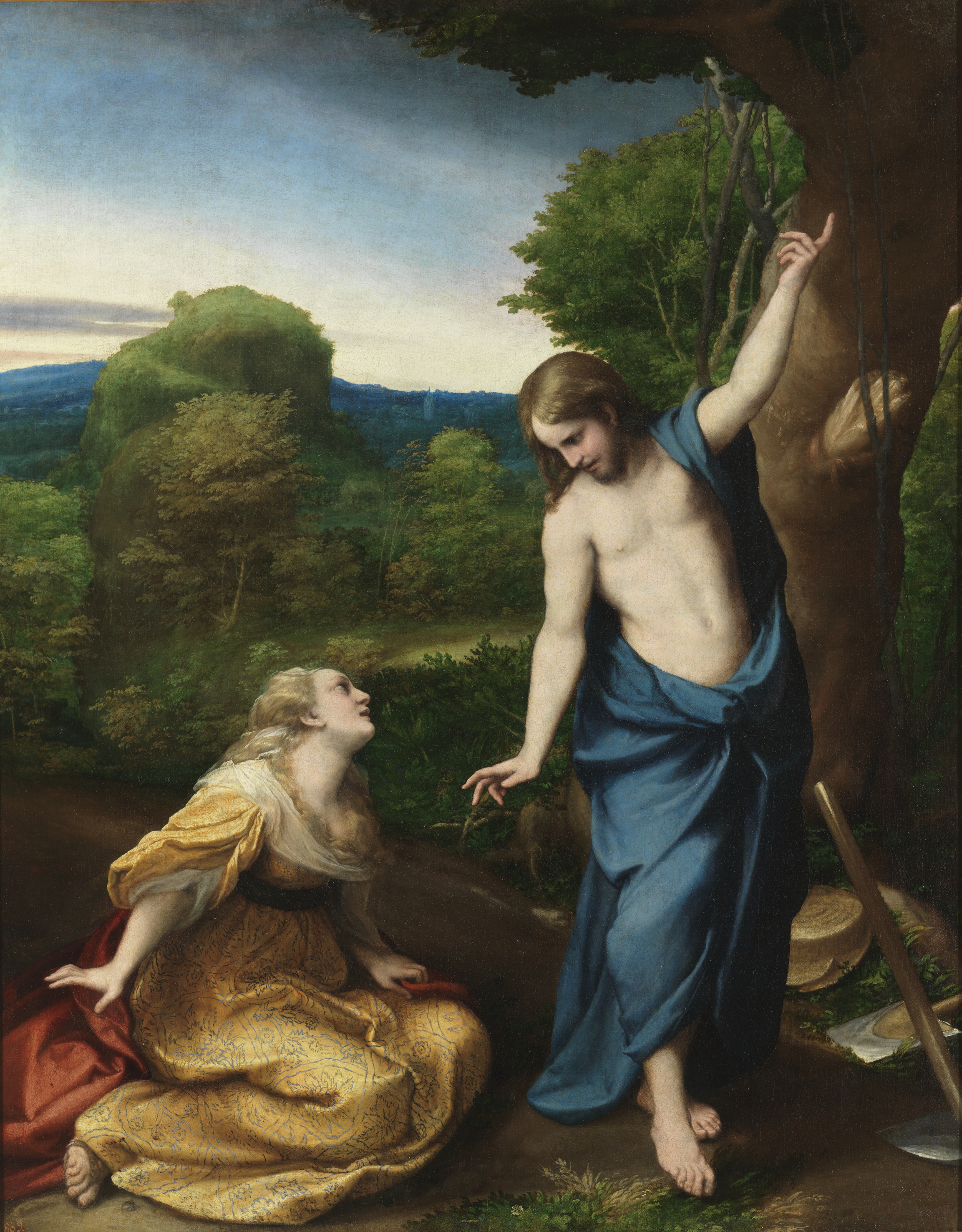
Noli me tangere.
1525. Por Correggio, atualmente no Museu do Prado, em Madrid.

Mateus afirma que Jesus apareceu para Maria Madalena e "outra Maria" quando elas retornavam para contar aos discípulos sobre o túmulo vazio. Marcos nada fala sobre o assunto, enquanto que João, por outro lado, apresenta um relato completamente diferente. Nele, há um paralelo com o relato dos evangelhos sinóticos da primeira visita ao túmulo, embora, em João, Maria já o tinha visitado antes e Pedro também já o tinha inspecionado. Ao contrário da primeira visita, a segunda, em João, é muito mais parecido com relato sinótico, com Maria espiando o túmulo e vendo dois anjos lá dentro, vestidos de um branco brilhante. Questionada por eles sobre a sua preocupação com o túmulo estar vazio, Maria se vira e vê Jesus, de acordo com João.
O motivo pelo qual João descreve Maria andando à volta do túmulo é desconhecida. Agostinho de Hipona propôs que "quando os homens foram embora, uma forte afeição manteve o sexo fraco firme no lugar". Bruce sugeriu que Maria estava esperando que alguém passasse por ali para lhe dar alguma informação, ainda que o motivo de ela não ter procurado José de Arimateia, o dono do túmulo, para isso permaneça como uma dúvida óbvia. Uma teoria é que José estaria tão acima de Maria em termos de classe social que não seria correto que ela o perturbasse. Porém, uma solução mais óbvia foi apresentada por Schnackenberg: a versão de João no Codex Sinaiticus relata Maria esperando dentro do túmulo e não fora dele e esta poderia ser a versão original. O motivo de ela estar esperando, contudo, permanece em aberto.
João relata Maria chorando e ambos os anjos a tratam por "mulher" e então perguntam o motivo do choro. O tratamento não é tão rude quanto possa parecer à primeira vista, uma vez que o termo original em grego - gynai - era a forma polida de tratamento para uma mulher adulta. Enquanto que os evangelhos sinóticos demonstram conhecer as crenças judaicas - com as pessoas aparecendo chocadas e temerosas em relação aos anjos - João não demonstra nada disso, relatando Maria respondendo de maneira natural. Alguns acreditam que o motivo foi que Maria não os teria reconhecido como anjos, por causa de sua tristeza e das lágrimas, enquanto que outros encaram o tema como parte de uma discussão maior sobre a autoria das obras joaninas. A conversa é significativamente diferente no relato dos sinóticos, com os anjos sendo muito breves e não dando pista alguma sobre a ressurreição, algo que fez com que Calvino argumentasse que João estaria apenas incluindo o necessário para suportar a tese da ressurreição. Neste ponto, os anjos abruptamente desaparecem da narrativa e João e os sinóticos voltam novamente a concordar sobre a ordem dos eventos.

### Noli me tangere
O que Jesus quis dizer com «Não me toques; porque ainda não subi ao Pai» (João 20:17) tem sido tema de grande debate. A frase em latim, Noli me tangere ("Não me toque"), se tornou muito conhecida como referência a esta passagem nas traduções do Evangelho de João, palavras que parecem contradizer o convite de Jesus, mais adiante no mesmo capítulo de João, para que Tomé Dídimo tocasse suas mãos e seu corpo (Dúvida de Tomé, em João 20:27) e com o relato em Mateus 28:1–9, onde Maria e "a outra Maria" agarram os pés de Jesus.
Há uma grande variedade de soluções propostas, com a mais simples propondo alguma forma de corrupção do texto. A tese defende que a palavra "Não" não estava originalmente no trecho, enquanto que W.E.P Cotter propôs que o texto original trazia a palavra "tema" ao invés de "toque" (ou seja, "Não tenha medo") e W.D. Morris propôs que o original seria "Não tenha medo de me tocar".
Não há, porém, nenhum manuscrito que evidencie essas sugestões e, por isso, a maior parte dos acadêmicos se concentra em argumentos não textuais. Kraft propôs que seria contra o ritual judaico da época tocar num cadáver e Jesus estaria reforçando isso considerando-se morto, enquanto C. Spicq propôs que Jesus via a si mesmo como um sumo-sacerdote judeu, que não deveria ser "manchado" pelo contato físico. Outros ainda propuseram que Maria estaria sendo lembrada a ter fé e não buscar provas físicas.
Estas soluções não textuais negligenciam o fato de que João posteriormente descreve Tomé como tendo sido encorajado por Jesus a tocar as suas chagas, aparentemente contradizendo os argumentos anteriores. Consequentemente, outras propostas se baseiam em Jesus tentando defender alguma forma de "propriedade" inerente à sua nova forma, com João Crisóstomo e Teofilacto argumentando que Jesus pedia mais respeito. A noção de "propriedade" defendida por alguns está ligada à ideia de que seria inapropriado para uma mulher tocar Jesus e que não haveria problema de um homem, como Tomé, fazê-lo. Kastner argumentou que Jesus estaria nu, uma vez que as suas mortalhas estavam ainda jogadas no túmulo vazio, e, por isso, João estaria retratando Jesus como se preocupando para que ela não ficasse tentada por seu corpo.
H.C.G. Moule sugeriu que Jesus estaria simplesmente reafirmando para Maria que ele estava firmemente na Terra e que ela não precisava de mais provas disso, enquanto que outros sugeriram que Jesus estava preocupado em não perder tempo, instruindo Maria a "não perder tempo me tocando e ir logo avisar os discípulos". Barret sugeriu que como Jesus proibiu Maria de tocá-lo "por não ter ascendido ao Pai", ele poderia tê-lo feito antes do encontro com Tomé (e depois do encontro com Maria), retornando do céu para o encontro com Tomé. Porém, esta visão implica que este encontro seria uma forma de "segunda" visita à Terra, o que traz ainda mais problemas do ponto de vista teológico, incluindo uma forma de Segunda Vinda, e é, por isso, descartada pela maioria dos cristãos. João Calvino argumentou que Maria Madalena (e a outra Maria) teriam começado a se dependurar em Jesus, como que se tentassem mantê-lo preso à Terra e, por isso, Jesus pediu-lhes que parassem. Alguns afirma que Jesus queria mostrar a Tomé evidências suficientes para vencer sua descrença, o que para Maria não era um problema, demonstrando assim uma compreensão do que realmente seria necessário para convencer cada um dos indivíduos.

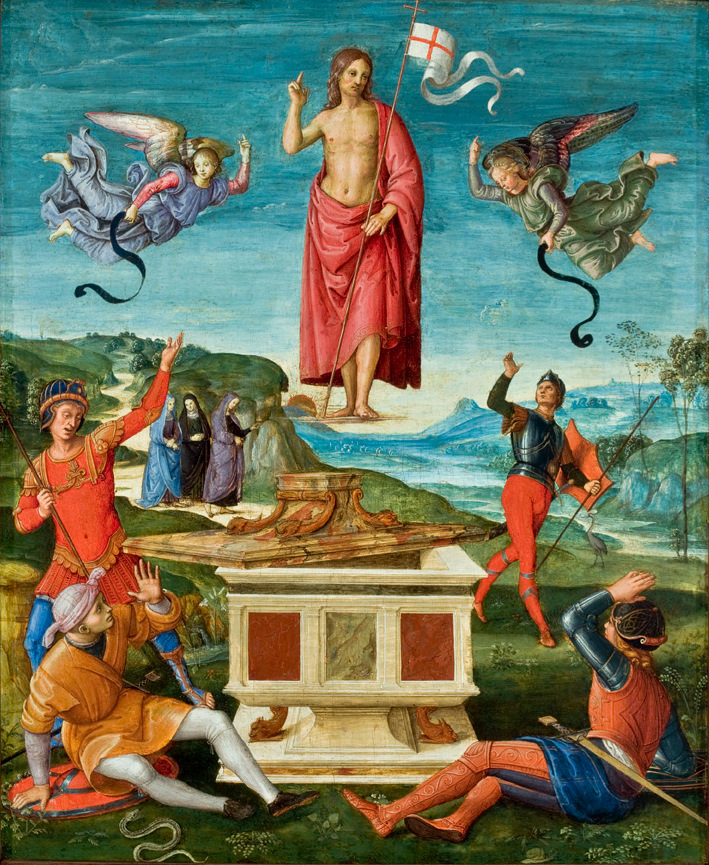
Ressurreição de Jesus.
1499-1502. Por Rafael, atualmente no Museu de Arte de São Paulo.

A frase era um dos principais argumentos nos debates inicias sobre a cristologia, sugerindo aparentemente uma forma de intangibilidade de Jesus - uma visão defendida atualmente por Bultmann - e, assim, aparentemente defendendo o docetismo (uma visão de que o corpo de Jesus não teria sido ressuscitado como um objeto físico - "Não me toques [por não és capaz]"). Este argumento se contradiz com a ênfase geral no resto do relato de João contra o docetismo e, assim, os que consideram João como deliberadamente polêmico tendem, ao invés disso, a considerar o trecho como um ataque a Maria. Os gnósticos frequentemente enxergavam Maria Madalena como sendo maior que os demais discípulos e muito mais próxima de Jesus, tanto no nível espiritual quanto no pessoal, do que ele. Assim, ao mostrar Jesus tratando-a com desdém, ele estaria questionando o respeito e a ênfase que o gnosticismo depositava nela. O mesmo acontece na forma como Tomé Dídimo aparece como duvidando que Jesus estaria fisicamente ali até que pudesse confirmar de fato, pois os gnósticos também viam nele um grande mestre que recebeu diversas revelações e, supostamente, defendida o docetismo.

## Outras visões
Críticos sugeriram que Jesus pode ter existido e que os eventos relatados na Bíblia podem ter acontecido, mas foram mal interpretados pelos seus seguidores. James A. Keller questiona a confiabilidade das aparições pós-ressurreição, alegando: "Tudo o que temos é o relato de outras pessoas sobre o que as testemunhas supostamente viram e estes relatos são, tipicamente, sem detalhes e foram escritos muitos anos depois. Assim, o historiador que quiser entender o evento da ressurreição terá de usar relatos tardios, sem detalhes e de segunda mão sobre o que as testemunhas viram e, a partir deles, tentar determinar o que o evento da ressurreição de fato foi".

## Uso litúrgico
Na Igreja Ortodoxa, as aparições pós-ressurreição de Jesus que aparecem nos quatro evangelhos são lidas nas Matinais num ciclo de onze semanas de leituras evangélicas, conhecido como "As Onze Matinais Evangélicas".

## Aparições relatadas fora do Novo Testamento

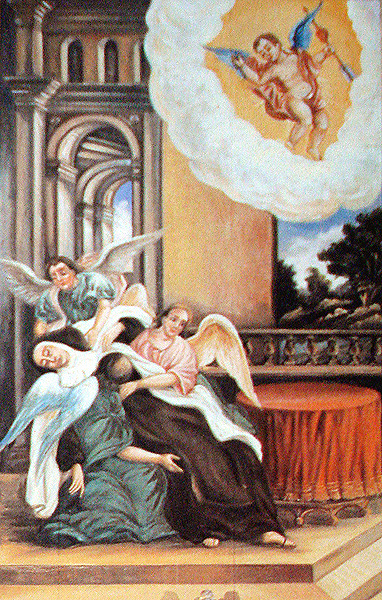
Êxtase de Santa Teresa de Ávila.
Por João de Deus Sepúlveda, atualmente na Igreja da Ordem Terceira do Carmo, em Recife.

### Evangelho dos Hebreus
No Evangelho dos Hebreus, Jesus aparece para Tiago, o Justo:

## Evangelho de Gamaliel
No Evangelho de Gamaliel,Jesus aparece também à Maria,sua mãe: 

### O Livro de Mórmon
Na teologia da Igreja de Jesus Cristo dos Santos dos Últimos Dias, Jesus aparece aos habitantes das Américas após a sua ressurreição em Jerusalém, conforme relatado no Livro de Mórmon (começando em 3 Nephi 11).

## Aparições pós-ascensão e o catolicismo romano
Com a possível exceção das aparições a Paulo e a Ananias em Atos 9, Atos 22 e Atos 26, a Pedro em Atos 10, Atos 11 e a João em Apocalipse 1, a Bíblia só relata aparições de Jesus antes da ascensão de Jesus. Ainda assim, diversas visões de Jesus e de Maria pós-ascensão foram reportadas após o Apocalipse ter sido escrito, algumas ainda neste século. A Santa Sé só endossa uma fração dessas alegações, com alguns dos visionários tendo sido beatificados ou santificados. Porém, não é requerido que os católicos acreditem nestas visões.[carece de fontes?]
E, apesar da esperada controvérsia, as visões pós-ascensão de Jesus e da Virgem Maria tiveram, na realidade, um papel preponderante na direção da Igreja Católica, como é o caso da fundação da ordem dos franciscanos, a devoção do Santo Rosário, da Santa Face de Jesus e do Sagrado Coração de Jesus.[carece de fontes?]
A sagrada Congregação para a Doutrina da Fé no Vaticano publicou um detalhado conjunto de passos para "julgar alegadas aparições e revelações" de suposta origem sobrenatural. A Santa Sé realmente reconhece umas poucas conversações pós-ascensão com Jesus. Como exemplo, a biografia vaticana de Santa Teresa de Ávila claramente se refere ao seu dom de locução interior e suas conversas com Jesus. Da mesma forma, a biografia de Santa Faustina Kowalska vai além, não apenas relatando a existência das conversas, mas citando-as.
As aparições pós-ascensão podem ser classificadas em três grupos:[carece de fontes?]
- Locuções interiores, sem contatos visuais (ex.: Santa Teresa de Ávila).
- Visões, onde se alega não só o contato visual, mas também o físico (ex.: Santa Margarida Maria Alacoque).
- Ditados, quando grandes quantidades de texto são produzidas (ex.: Maria Valtorta).

Além de stigmata, não há relatos de artefatos físicos tendo sido produzidos pelas aparições pós-ascensão de Jesus.[carece de fontes?]
Como padrão histórico, a aprovação da Santa Sé de uma visão geralmente ocorre após a aceitação geral da mesma por mais de um século. Porém, algumas devoções católicas seguiram um caminho mais rápido, como o caso da Medalha da Santa Face, que é baseada numa visão ocorrida em 1936 pela irmã Maria Pierina, e que foi aprovada pelo papa Pio XII em 1958.[carece de fontes?]